# Инверсия (риторика)
Вижте пояснителната страница за други значения на инверсия.
Инверсия е стилистическа фигура за промяната на смисъла на едно изречение чрез разместване на словореда или чрез промяна на интонацията на тяхното произнасяне. В литературата инверсията е литературен подход, при който епитетът е след съществителното име, което пояснява – „Отечество любезно“, „мома хубава“, „хълцания зли“.
| „                                 | Език свещен на моите деди, език на мъки, стонове вековни, език на тая, дето ни роди за радост не – за ядове отровни. | “ |
| (Иван Вазов – „Българският език“) | |   |